# Shane McLeod
Shane McLeod (4 september 1968) is een Nieuw-Zeelands hockeycoach en voormalig -speler.

## Carrière
Shane McLeod speelde van 1996 tot 1998 zelf in het nationale team en won toen onder meer mee goud in het World Cup Qualifying Tournament in 1997 in Sardinië.
Van 2002 tot 2006 was hij de coach van de Red Panthers, de Belgische nationale vrouwelijke hockeyploeg.
Hij was sinds begin 2006 coach voor de Kelt Capital Hockey Academy maar ging in 2007 voltijds over naar de Black Sticks, waar hij de hoofdcoach kon worden van het Nieuw-Zeelands hockeyteam in de aanloop naar de Olympische Spelen van Peking van 2008. Hij was daar al sinds april 2006 actief als assistent coach. Hij leidde Nieuw-Zeeland in Peking in 2008 en in Londen in 2012 op de Olympische Spelen naar respectievelijk de zevende en de negende plaats.
McLeod was van 2012 tot 2015 coach van de Waterloo Ducks Hockey Club met twee nationale titels in 2013 en 2014.
Sinds oktober 2015 is hij de nationale coach van de Red Lions, de Belgische nationale mannelijke hockeyploeg. Zijn eerste toernooi was de Hockey World League van 2015 in Raipur, waar België tweede werd. Het hockeytoernooi op de Olympische Zomerspelen van Rio de Janeiro in 2016 rondde hij af met een zilveren medaille. In december 2018 bracht hij de Red Lions naar de gouden medaille op het wereldkampioenschap in India. In augustus 2019 won hij met de Red Lions het Europees kampioenschap in Antwerpen. In augustus 2021 bracht hij een gouden medaille naar België op de Olympische Spelen van Tokio na winst tegen Australië  op shoot-outs. McLeod heeft een contract tot de Olympische Spelen van Tokio in 2020.

## Persoonlijk
Shane McLeod is sinds 2014 gehuwd met een Belgische en woont in Antwerpen.